# Exocentrus beesoni
Exocentrus beesoni är en skalbaggsart som beskrevs av Fisher 1933. Exocentrus beesoni ingår i släktet Exocentrus och familjen långhorningar. Inga underarter finns listade i Catalogue of Life.